# Metabelba orientalis
Metabelba orientalis är en kvalsterart som beskrevs av Balogh och Sandór Mahunka 1967. Metabelba orientalis ingår i släktet Metabelba och familjen Damaeidae. Inga underarter finns listade i Catalogue of Life.